# Karel Emanuel Savojský
Karel Emanuel Savojský (12. února 1567 – 13. srpna 1595) vévoda z Nemours, hrabě z Ženevy, pán z Faucigny a savojský princ.

## Dětství a rodina
Karel Emanuel z Nemours se narodil v roce 1567 jako nejstarší syn Jakuba Savojského a Anny d'Este.
Jeho matka ho chtěla provdat za Kristýnu Lotrinskou, vnučku královny Kateřiny Medicejské. Nikdy se však neuskutečnil a Karel zůstal svobodný.

## Vláda Jindřicha III.

### Druhá katolická liga
Během července 1584 zemřel bratr krále a jeho dědic Alençon. Nastala nástupnická krize. O trůn se uchazeči trůnu byl králův vzdálený bratranec, protestantský král Navarry Jindřich IV., a Jindřich I. Lotrinský, vévoda z Guise. Počátkem roku 1585 vstoupila liga do války s korunou. Karel shromáždil podporu od svých příbuzných. Z počátku měl k dispozici je 600 italských jezdců. V této době byl savojským princem, zatímco jeho otec měl vévodské tituly. V červnu téhož roku dosáhla armáda ligy 25000 můžu a 2000 koní, bez započtení podřazených armád. Jindřichovi nezbývalo nic jiného než kapitulovat a vzdát se nároku na trůn.

### Chevau-léger
Karlova autorita byla napadena roku 1587 po bitvě u Coutras. Na žádost Épernova byl jeho bratr seigneur de La Valatte dosazen jako maître de camp lehké jízdy.

### Atentát na vévodu z Guise

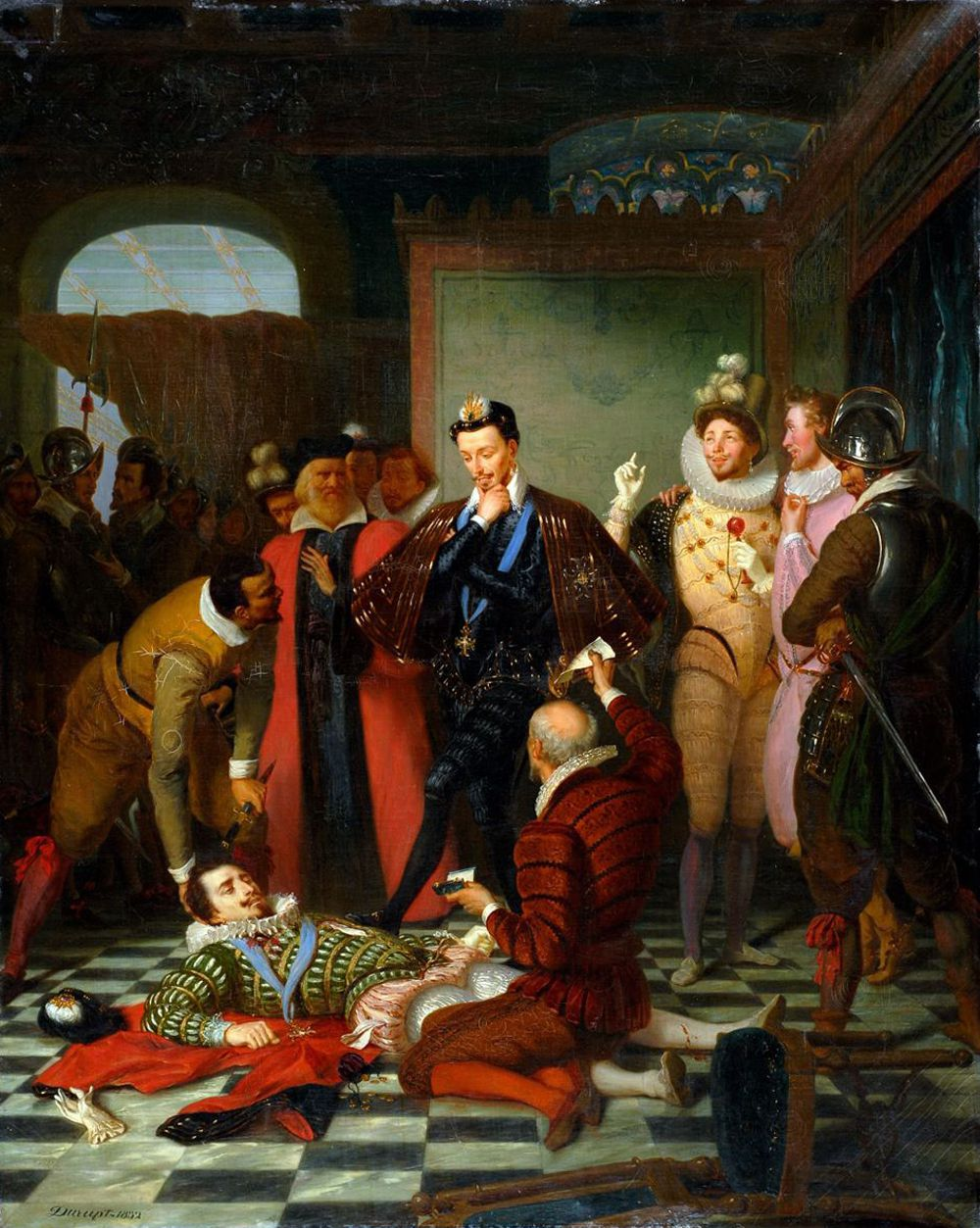
Atentát na Jindřicha I., vévodu z Guis

Po většinu života byl Karel politicky spřízněn se svým švagrem, Jindřichem I. Lotrinským. Tento vztah se však neobešel bez problémů. Jindřichova popularita nejspíš vyvolávala žárlivost v Karlovi a dalších členech Lotrinské rodiny.
Po provedení atentátu byl Karel zatčen spolu s Jindřichovým bratrancem Karlem I. Lotrinským, vévodu z Elbeufu, kandidátem na trůn Karla z Bourbon, arcibiskupa z Lyon, prominentního spojence lotrinské rodiny a nejmladšího syna vévody Karla Lotrinského. Karlova matka Anna d'Este byla také krátkodobě zatčena.

### První útěk
První útěk, ze zámku Amboise, kde byl držen, se mu podařil díky podplacení stráží.

## Vláda Jindřicha IV.

### Arques

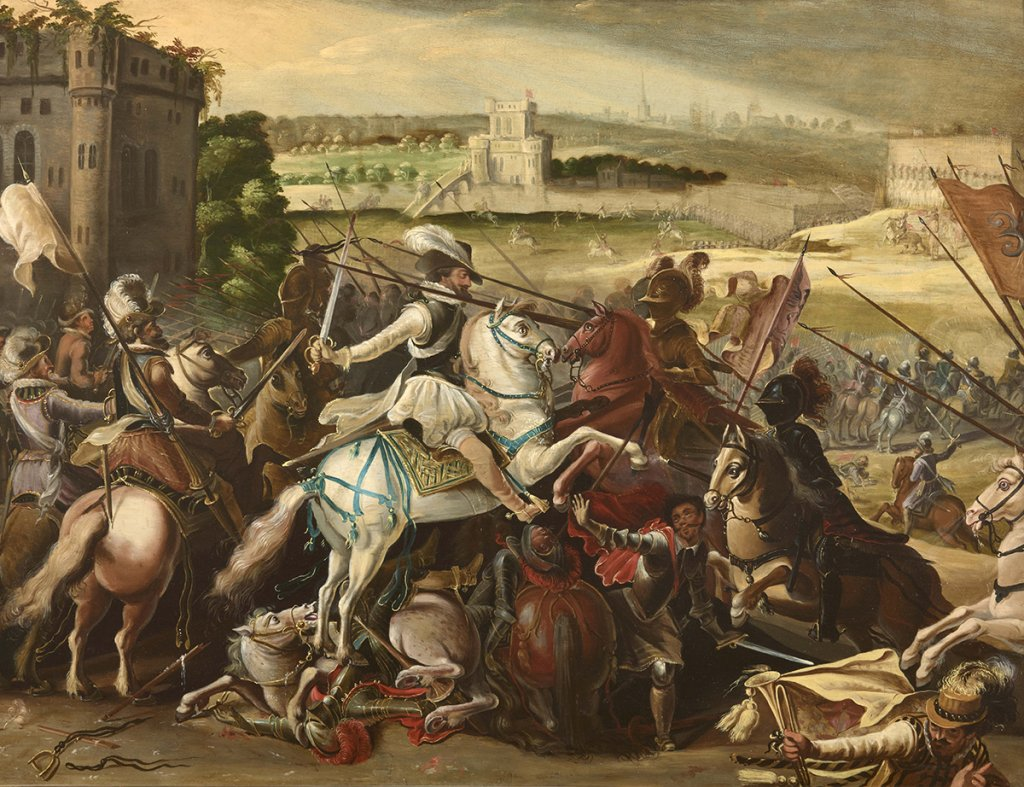
Jindřich IV. vede svoji armádu do boje u Arques

V bitvě u Arques, kde Jindřich zvítězil, byl Karel zraněn.

### Irvy
Bitva začala po neúspěšném dělostřeleckém souboji. Karel vyhrál svůj souboj.

### Paříž
V dubnu 1591 se Karel vrátil zpět na jih do Lyonu, zocelen zkušenostmi z tažení na severu. Byl rozhodnut vnutit se své vládě. Dovážel luxusní nábytek a rozšiřoval svou rezidenci a byl rozhodnut vydobýt si místo po způsobu prince. Ve městě si vybudoval svou síť kontaktů v opozici vůči straně Mayenniste, kterou ztělesňoval lyonský arcibiskup.
Mayenne se pokusil o další vyjednávání s Jindřichem v březnu 1592. Trval na tom, že jeho guvernérství v Bourgogne je dědičnou zárukou, což král nemohl schválit, a řadu dalších požadavků, mezi nimiž bylo poskytnutí guvernérství v Lyonu jako rozšíření guvernorátu Bourgogne. Karel, který by přišel o své území, by mu byla poskytnuta určitá náhrada na dobu neurčitou. Tato jednání se nikam neposunula.

### Vienne
V období tažení v roce 1592 zaútočil Nemours do Dauphiné proti protestantskému veliteli Lesdiguièresovi a podařilo se mu velitele zadržet, což způsobilo, že zastavil intervence do Provence. Karel byl rád, že může podpořit své příbuzné.

### Generální stavy 1593
Na generálním stavovském shromáždění ligueur v roce 1593, které bylo svoláno k volbě nového ligueurského krále v opozici vůči Jindřichovi IV., bylo přítomno mnoho kandidátů na tento titul. Mezi nimi byl Mayenne, mladý vévoda z Guise, vévoda ze Savojska, vévoda z Lotrinska a Nemours, který byl kadetem suverénních savojských vévodů.
Když byl Nemoursův vliv na lyonský koncil zrušen, scházel se pod vedením lyonského arcibiskupa až do února 1594, kdy se město podřídilo královu zástupci maršálu Ornanovi. Pomponne de Bellièvre, který se ujal vedení města, začal shromažďovat jeho zdroje k boji proti ligueurs.
Bellièvre vedl jednání se zajatým Karlem, což bylo nezbytné, protože jeho bratr Saint-Sorlin držel město Vienne a několik menších míst v okolí Lyonu. Karel se zdráhal Bellièvrovi pomoct, protože doufal, že má stále stoupence v Lyonu a spojenecké zahraniční armády. Saint-Sorlin se také bránil vyjednávání. Bellièvre podal králi zprávu o beznadějné situaci 22. července. Karel utekl ze zajetí o 3 dny později, převlečený za komorníka.

### Druhý útok a smrt
Poté, co podruhé během pěti let utekl z vězení, převzal velení ligueurské armády kolem jihovýchodní hranice království, s vojskem, které mu poskytl savojský vévoda.
Konečného zúčtování s roajalisty však nedosáhl a po vítězství royalistů u Fontaine-Française se stáhl na území Savojska. Zemřel nedlouho poté na zámku Annecy 13. srpna 1595 na horečku. Jeho bratr Saint-Sorlin se stal vévodou z Nemours a krátce nato složil zbraně a připojil se k roajalistickému táboru výměnou za 660 000 livrů a imunitu před jakýmkoli stíháním. Mezitím se La Guiche stal guvernérem Lyonu.